# Alken (Duitsland)
Alken (Alken an der Mosel) is een plaats in de Duitse deelstaat Rijnland-Palts, en maakt deel uit van de Landkreis Mayen-Koblenz. Alken telt 662 inwoners. De plaats is een Ortsgemeinde en maakt deel uit van de Verbandsgemeinde Rhein-Mosel. Het stadje ligt aan de Moezel en boven het stadje ligt de Burcht Thurant.

## Geschiedenis
Volgens archeologische vondsten, schijnt het dat er een Romeinse nederzetting is geweest. Maar het dorp Alken werd als sinds de 10de eeuw vermeld. Ongeveer vanaf 1197 bouwde de Welfse Paltsgraaf Heinrich, de Hertog van Braunschweig, de zoon van Heinrich van de Leeuw, een burcht om interessen van zijn broer Otto IV in het Moezelgebied te vrijwaren.

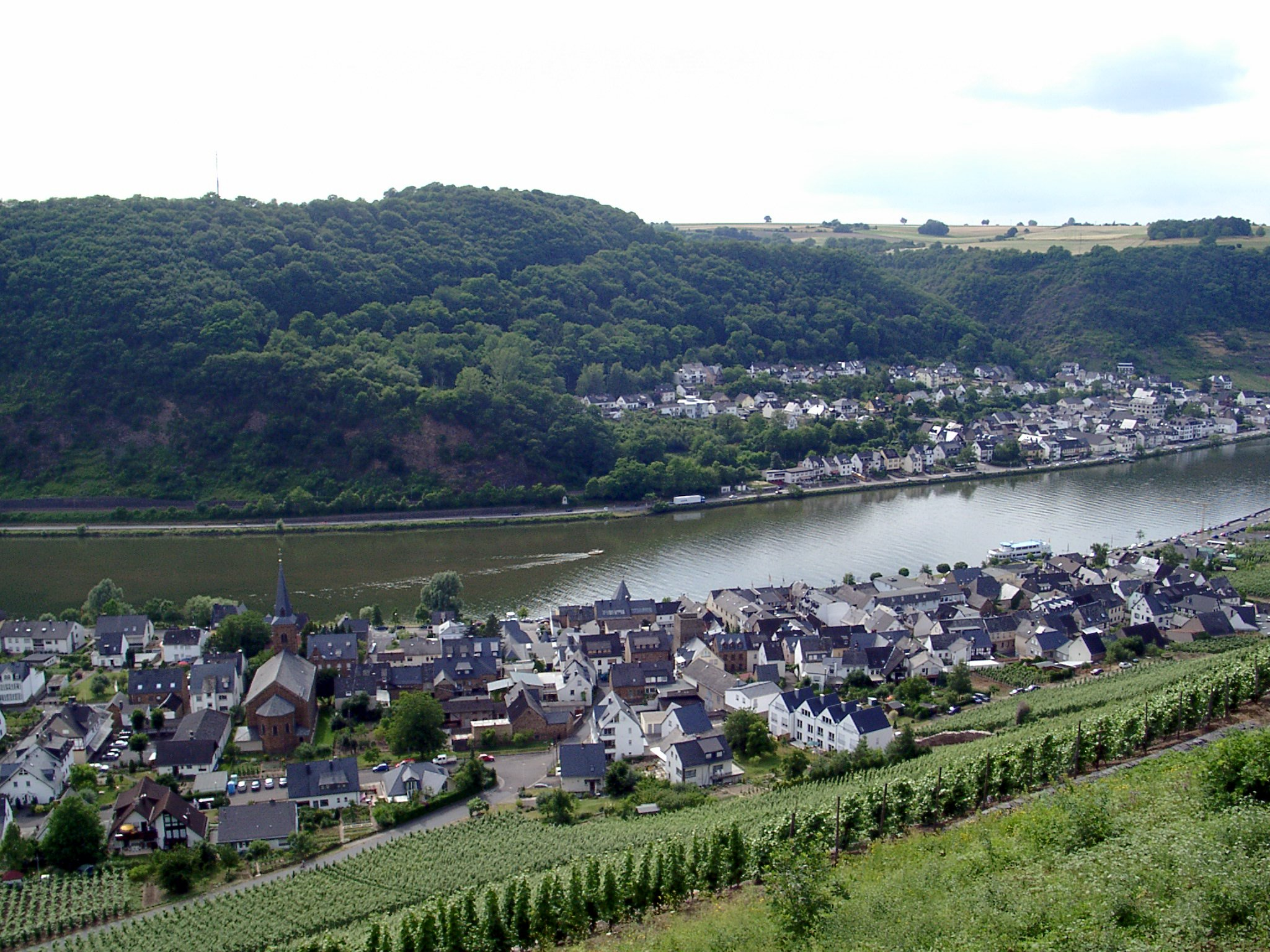
Zicht op Alken

## Evenementen
Elk jaar wordt in de voorlaatste week van juli in Alken het Feuerwehrfest (brandweerfeest) gevierd. De brandweerwagen wordt er gewijd en er worden dan frieten, drinken en ander eten verkocht.
In 2013 is er een uitzondering en werd het feest in de laatste week van juli georganiseerd. Er worden ook wijnfeesten georganiseerd.

## Stedenbanden
- Alken (België)
- Alken (Denemarken)